# 조세진
조세진(2003년 11월 21일 ~ )은 KBO 리그 롯데자이언츠의 외야수이다.

## 롯데 자이언츠시절
2022년 신인 드래프트 2차 1라운드(전체 4순위)로 입단하였다. 2022년 4월 3일 키움 히어로즈와의 경기에 출전하며 데뷔 첫 경기를 치렀고, 경기에서 5타수 1안타를 기록했다. 2022년 9월 15일 kt 위즈와의 2군 경기에서 3연타석 홈런을 기록했다. 
2022년 U-23 야구 국가대표로 선발됐다.

## 상무 야구단시절
2023년 5월에 입단하였다.

## 플레이 스타일
- 고교 시절 5툴 플레이어의 모습을 보여줬다. 호쾌한 스윙과 갭파워도 밀어치는 홈런, 모든 방향으로 시원하게 때려내는 스프레이형 타격, 빠른 주루 등 다방면에서 좋은 모습을 보여주고 있다. 수비도 투수 출신답게 강한 어깨를 바탕으로 나쁘지 않은 모습을 보였다.

## 출신 학교
- 성남장안초등학교 (성남중원구리틀)
- 선린중학교
- 서울고등학교

## 통산 기록,
| 연도 | 팀명  | 타율  | 경기 | 타수 | 득점 | 안타 | 2루타 | 3루타 | 홈런 | 루타 | 타점 | 도루 | 도실 | 볼넷 | 사구 | 삼진 | 병살 | 실책 |
| ---- | ----- | ----- | ---- | ---- | ---- | ---- | ----- | ----- | ---- | ---- | ---- | ---- | ---- | ---- | ---- | ---- | ---- | ---- |
| 2022 | 롯데  | 0.186 | 39   | 86   | 6    | 16   | 3     | 0     | 0    | 19   | 6    | 0    | 1    | 1    | 0    | 25   | 4    | 1    |
| 통산 | 1시즌 | 0.186 | 39   | 86   | 6    | 16   | 3     | 0     | 0    | 19   | 6    | 0    | 1    | 1    | 0    | 25   | 4    | 1    |